# Зигоматични имплантати
Зигома имплантати (или зигоматични импланти) се разликују од конвенционалних зубних имплантата по томе што се причвршћују за зигоматичну кост (јагодичну кост), а не за максилу (горњу вилицу). Индикације са њихово коришћење су неадвекатан волумен и густина кости у горњој вилици.  Неадекватана запремина максиларне кости може бити последица ресорпције кости, као и пнеуматизације максиларног синуса или комбинације оба.  Минимална висина кости за стандардно постављање имплантата у задњем делу горње вилице треба да буде око 10 мм како би се осигурала прихватљива остео интеграција имплантата.  Када постоји неадекватна кост, могу се спровести процедуре пресађивања кости и процедуре подизања синуса да би се повећао волумен кости. Поступци аугментације костију у вилици имају бројне недостатаке као што су: продужено време лечења, некроза ткива донорског хируршког места и одбацивање графта . 
Зигома имплантати су први пут уведени крајем 1990-их, од стране др Пер Ингвар Бранемарк, који је широко познат као „отац денталне имплантологије“. Зигоматични имплантати коришћени су за рехабилитацију пацијената са неадекватним условима у задњем делу горње вилице, због, на пример, старења, ресекције тумора, трауме или атрофије. Зигома имплантати постазени су на зигоматичној кости (јагодичне кости). Зигоматична кост је гушћа по квалитету и кортикалне природе у односу на задњи део максиларне кости.  Због добре примарне остеоинтеграције које се може постићи у густој кости зигоматсичног региона и широке дистрибуције напрезања која се постиже на овим нагнутим имплантатима, имплантати се често могу имедијентно оптеретити после операцције.  Зигома имплантат је доступан у дужинама од 30 до 52,5 мм. Глава имплантата зигома је пројектована тако да омогући причвршћивање протезе под углом од 45 степени у односу на дугачку осу имплантата.  Зигоматични имплантати могу се користити код хируршког збрињавања разних стања, као што су: безубост у горнјој вилици, пацијената који имају јако оштећене зубе или веома покретне зубе због болести као што је генерализовани агресивни пародонтитис .  Стопа преживљавања зигоматских имплантата која је објављена у литератури широм света је 97–98%.  Компликације повезане са овим имплантатима су синузитис, парестезија у пределу образа и ороантрална фистула . 